# Icefields Parkway
Icefields Parkway (fransk: Promenade des Glaciers), også kendt som Alberta Highway 93 north, er en turistvej i provinsen Alberta i Canada. Den går parallelt med det kontinentale vandskel gennem det barske landskab i Canadian Rockies, gennem Banff National Park og Jaspers National Park. Den forbinder Lake Louise med Jasper i nord. I sydenden møder Icefields Parkway Alberta Highway 1 (Trans-Canada Highway). Highway 1 fortsætter mod vest til Yoho National Park i Britisk Columbia, og den fortsætter østover til Lake Louise og byen Banff.
Icefields Parkway er 230 km lang og blev færdigbygget i 1940. Den har sit navn fra seværdigheder som Columbia Icefield, som er synlig fra vejen.
Vejen er meget trafikeret i juli og august med op til 100.000 biler om måneden. Vejen har stort set to kørebaner, nogle steder med overhalingsbaner. Den har få bratte bakker og hårnålesving, men trafikanterne må holde øje med vildt og parkerede biler langs vejkanten. Sne kan forventes hele året, og ekstremvejr er almindeligt om vinteren.
Det er obligatorisk at købe billet til nationalparkerne for at køre på Icefields Parkway; der er billetsalg nær Lake Louise og Jasper. Lastbiler er ikke tilladt. Fartsgræensen er 90 km/t med reduceret fart ved Saskatchewan River Crossing og området ved Columbia Icefield. Om vinteren er det påbudt med snekæder eller vinterdæk, og det er ikke usædvanligt, at vejen bliver lukket.